# Ходорівці
Хо́дорівці — село в Україні, в Кам'янець-Подільській міській громаді Кам'янець-Подільського району Хмельницької області.

## Географія
Подільське село Ходорівці розташоване за 11,2 кілометрів від Кам'янця-Подільського вздовж річки Кармалітанка. Рельєф, де розміщується населений пункт — легка хвиляста рівнина. Село являє собою невелику долину і рівнину, є невеликі підвищення. У 2-х кілометрах від села розташовано ліс — ділянкою 300 га, державного підпорядкування. Ґрунти місцевості — чорноземні. На відстані 1-го кілометра від центру села проходить автошлях національного значення Н03.

### Клімат
Ходорівці знаходяться в межах вологого континентального клімату із теплим літом, але діяльність людини призводить до поганих змін та глобального потепління. Рівень наповнення річок водою в області становить лише 20 % від необхідного стандарту, значна частина земної поверхні стає посушливою. Для покращення ситуації варто було б відновлювати екосистеми та лісові насадження.

## Історія
На території села виявлено залишки поселення скіфських часів.
Перша згадка в документах про село — 1460 року, як село в числі 32 інших подільських сіл, що подаровані польським королем Кам'янецькій біскупії за те, що біскуп допомагав магнатам захопити Поділля у 1436 році.
Судячи по налогових документах село швидко зростало. У 1530—1542 роках Ходорівці сплачували податки за сім плугів, або сім ланів і належали панам Копиченському і П'ясецькому. В 1565 році Ходорівцями володіли пани Сокиринський і Іван Кримський. В 1678 році Ходорівці числилися за панами Дубровськими, Поплавськими, Грушецькими. В 1771 році Ходорівцями володіла поміщиця Розалія Рознятовська, а потім Мартин Деревський.
Церква святого Миколи відома з 1707 року. Вона була дерев'яна, з балок, обліплених глиною, з одним низьким верхом. В 1759 році крита гонтою. Нова дерев'яна церква збудована в 1783—1789 роках — з ялинового дерева, верх восьмигранний. Під час ремонту 1883 році до церкви прибудована дзвіниця.
В революцію 1905—1907 роках селяни підняли повстання, в цей час в село прибув Петро Савчук — робітник, який організував селян на боротьбу з поміщиками.
Часи УНР частини Української Галицької Армії на деякий час розташувалися в селах: Вербка, Безнісківці, Цівківці, Ходорівці, Янчинці, Кульчіївці, Баговиця, Станіславівка. Внаслідок поразки Перших визвольних змагань на початку XX століття, село надовго окуповане російсько-більшовицькими загарбниками.
Радянська окупація принесла колективізацію та розкуркулення, мешканці села зазнали репресій. Багатьох частинах Поділля відбувались масові селянські повстання, проти радянської влади.
Село славилося розписами хат, про що 1928 року в Києві видала спеціальну працю Марія Олександрівна Щепотьєва «Розписи хат в селі Ходорівцях на Кам'янеччині».
В 1932–1933 селяни села пережили сталінський голодомор.
За час німецької окупації в Німеччину було забрано 138 людей, багато з яких не повернулося. По закінченню Другої світової війни у 1946—1947 роках мешканці села вчергове пережили голод.
В 1965 році введений в експлуатацію новий будинок культури на 450 місць. 1972 року в селі Ходорівці відкрито нову двоповерхову школу.
З 1991 року в складі незалежної України.
З 2020 року шляхом об'єднання Кам'янець-Подільської міської ради обласного значення та Колибаївської і частини Довжоцької сільських територіальних громад, село увійшло до складу міської територіальної громади. Об'єднання в громаду має створити умови для формування ефективної і відповідальної місцевої влади, яка зможе забезпечити комфортне та безпечне середовище для проживання людей.
16 травня 2022 року віряни релігійної громади святого Архистратига Михаїла у селі Ходоровці на зборах одностайно підтримали перехід до Православної Церкви України.
Колишній орган місцевого самоврядування — Ходоровецька сільська рада.

## Населення
За даними на 1998 рік: дворів — 320, мешканців — 872.
За переписом населення України 2001 року в селі мешкало 876 осіб.
Згідно перепису 2015 року селі проживало 775 осіб, населення села скоротилось на 11,53 % порівняно зі 2001 роком та 11,12 % з 1998.

### Мова
У селі поширені західноподільська говірка та південноподільська говірка, що відносяться до подільського говору, який належить до південно-західного наріччя.
Розподіл населення за рідною мовою за даними перепису 2001 року:
| Мова       | Відсоток |
| ---------- | -------- |
| українська | 97,84 %  |
| російська  | 1,59 %   |
| румунська  | 0,23 %   |
| вірменська | 0,11 %   |
| угорська   | 0,11 %   |
| білоруська | 0,11 %   |

## Релігія
- Церква Святого Архистратига Михаїла (ПЦУ)

## Відомі люди

### Народились
- Борис Андрійович Сугеров (1921 — 1943) — радянський командир роти, Герой Радянського Союзу. В 1996 році в селі відкрито пам'ятник Борисові Сугерову.
- Анатолій Станіславович Мамалига — баяніст, заслужений артист України (1990).
- Анатолій Ілліч Мамалига — історик, архівіст, педагог, кандидат історичних наук.
- Олександр Володимирович Мазурчак — політик, колишній міський голова міста Кам'янець-Подільський.
- Роман Миколайович Наглюк — кадровий офіцер першого батальйону 24-ї окремої механізованої Залізної бригади імені Данила Галицького, капітан загинув під час проведення антитерористичної операції на Донбасі, йому виповнилося лише 28 років. Почесний громадянин Кам'янець-Подільського району (посмертно) було присвоєно за мужність, відвагу і героїзм, проявлені при звільненні України від російських загарбників.

### Проживали, перебували
- Андрій Петрович Ванат — директор ПП «Авант-Агро» в селі Ходорівці, батько Владислава Ваната.

## Охорона природи
Село лежить у межах національного природного парку «Подільські Товтри». Біля села розташована ботанічна пам'ятка природи — «Алея горіха волоського».

## Галерея

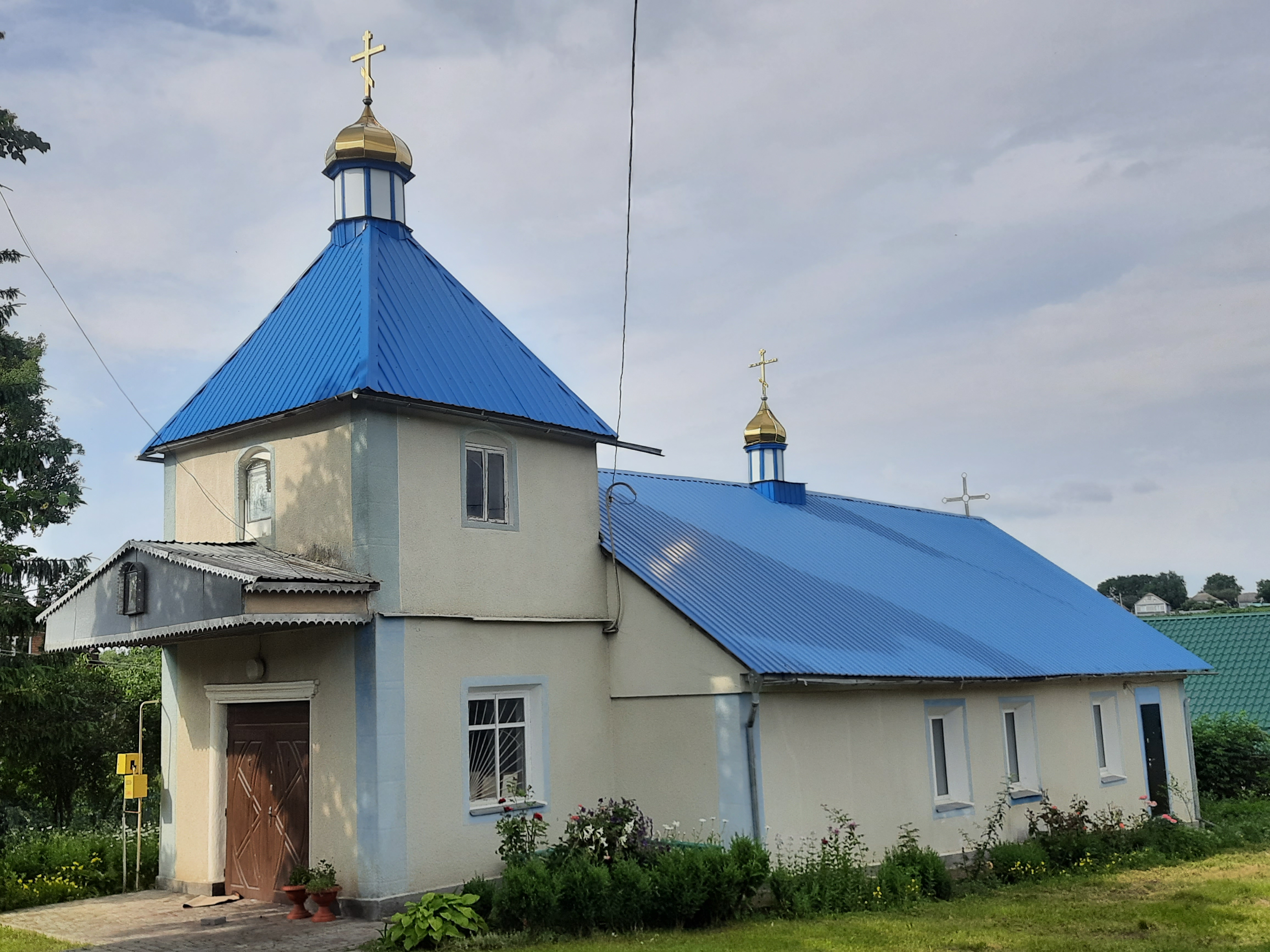
Свято-Михайлівська церква
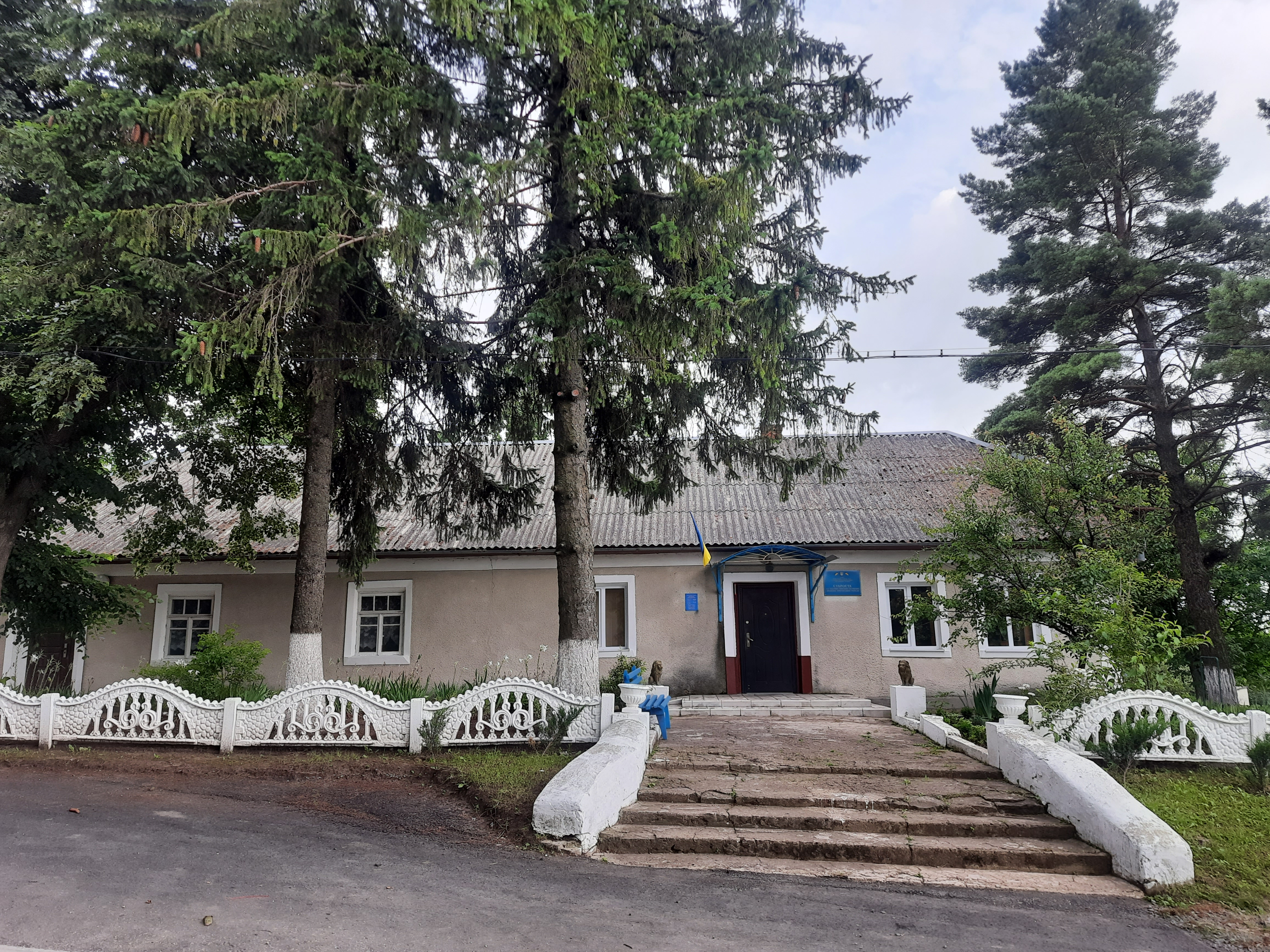
Старостат
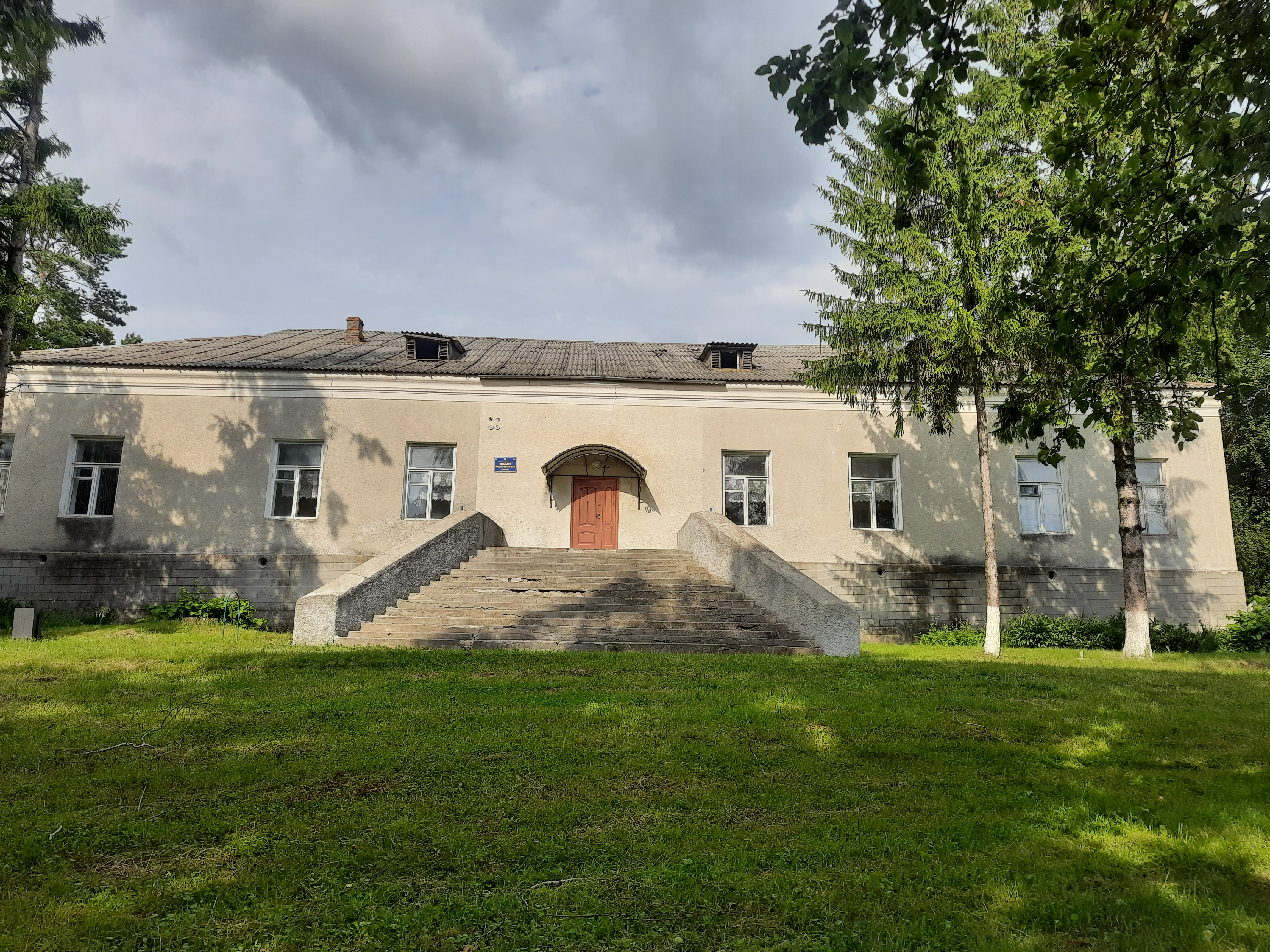
Клуб
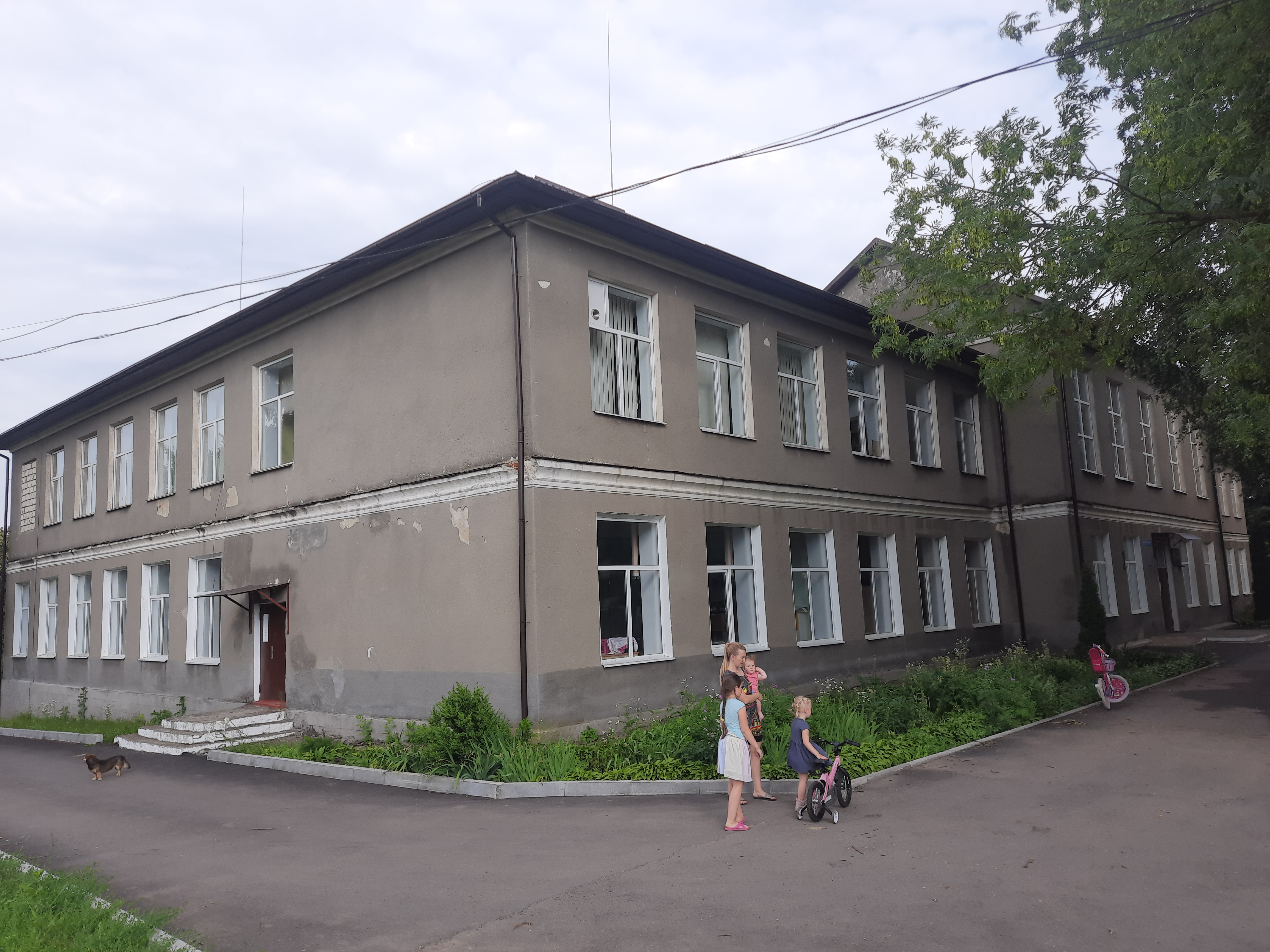
Школа
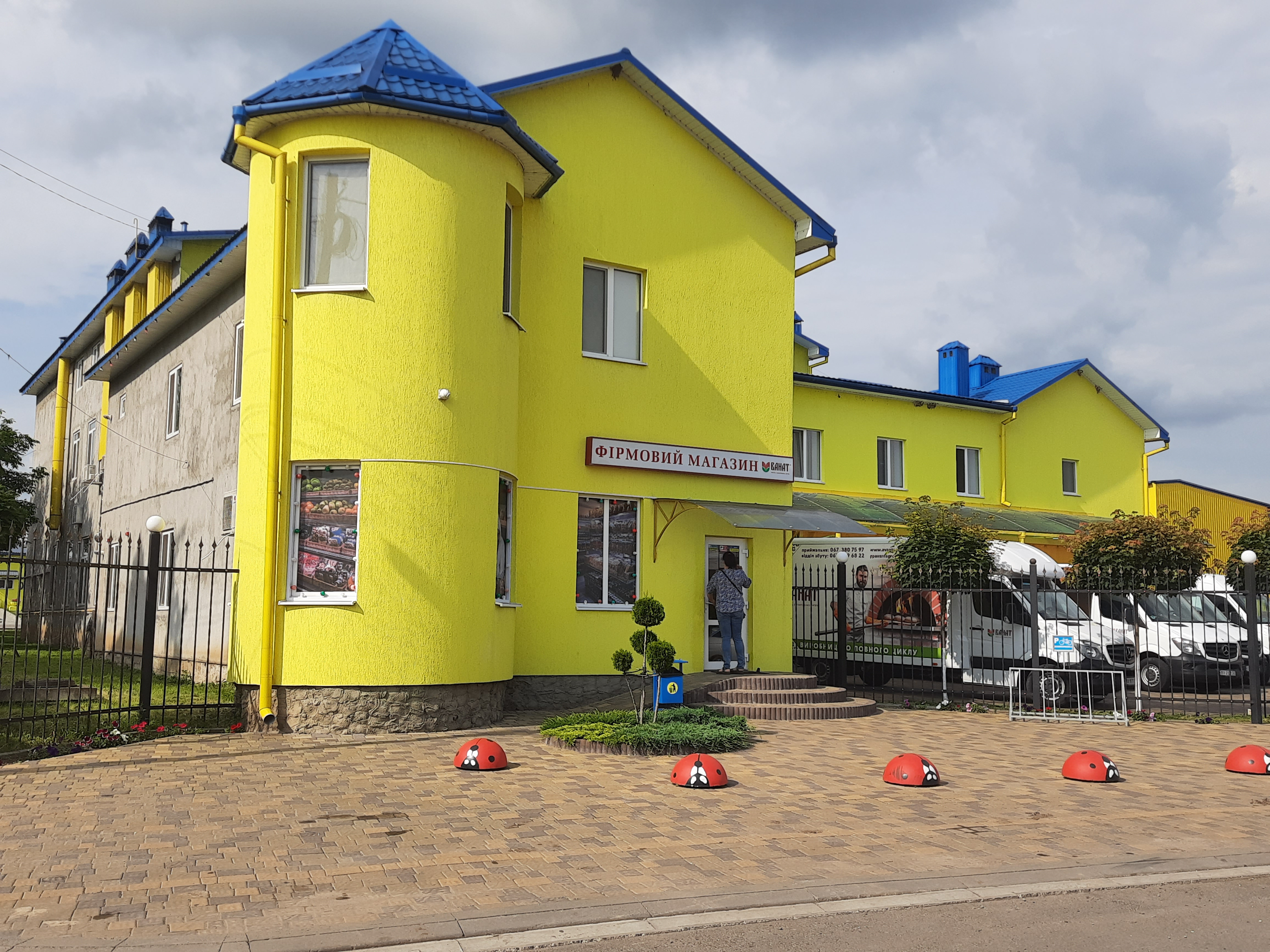
Пекарня